# 阿史那斛瑟羅
阿史那 斛瑟羅（あしな こくしつら、拼音：Āshǐnà Húsèluó、生没年不詳）は、西突厥の可汗。阿史那歩真の子。唐の右玉鈐衛将軍兼濛池都護・継往絶可汗であり、武周の左衛大将軍・竭忠事主可汗・濛池都護・平西軍大総管でもある。

## 生涯
乾封年間（666年 - 668年）に阿史那歩真が死ぬと、子の斛瑟羅が後を継いだ。
斛瑟羅は初め歩利設（ボリ・シャド Bori šad）という官職に在った。時に西突厥では数年の間君主がおらず、部落の多くが散失していた。
垂拱（685年 - 688年）の初め、唐より右玉鈐衛将軍兼濛池都護を授かり、継往絶可汗を襲名し、五弩失畢部落を統領させた。
武周の天授元年（690年）、斛瑟羅は左衛大将軍を拝命し、竭忠事主可汗に改封され、濛池都護を賜った。
斛瑟羅は以前より、刑罰を適用するに当たって厳格・冷酷であったため、民衆は彼を恐れていた。一方、突騎施（テュルギシュ）の烏質勒は支配下の諸部落をいたわったため、遠近の諸国は彼に帰服していった。
聖暦2年（699年）、武周は斛瑟羅を左衛大将軍兼平西軍大総管とし、自国の人々を鎮撫させようとした。しかし、斛瑟羅の部落が烏質勒の勢力に飲み込まれ、弱小となったため、斛瑟羅はあえて本国に帰ろうとせず、その部衆6・7万人とともに中国内地に移り住み、本国の領地はすべて烏質勒に併合されてしまった。
斛瑟羅はそのまま長安で亡くなり、子の阿史那懐道が後を継ぎ、右武衛将軍となった。

## 参考資料
- 『旧唐書』列伝第一百四十四下 突厥下
- 『新唐書』列伝第一百四十下 突厥下
- 佐口・山田・護訳注『騎馬民族誌２正史北狄伝』（1972年、平凡社）